# Hugo Steger
Hugo Steger (* 18. April 1929 in Stein bei Nürnberg; † 4. April 2011 in Stegen) war ein deutscher Sprach- und Literaturwissenschaftler.

## Leben
Nach dem Studium der Germanistik, Geschichte, Geographie, Kunstgeschichte und Volkswirtschaft in Bamberg, Erlangen und Würzburg legte er 1953 die Staatsexamen in den Fächern Deutsch, Geschichte und Erdkunde ab. 1958 promovierte er mit einer Studie über mittelalterliche Bilddarstellungen von König David zum Dr. phil. (bei Siegfried Beyschlag) in Erlangen, wo er 1964 auch habilitierte. Er wechselte 1964 für kurze Zeit nach Münster, ehe er 1964/65 einen Ruf auf eine ordentliche Professur nach Kiel annahm. 1968 übernahm er den Freiburger Lehrstuhl für Germanische und Deutsche Philologie, den er bis zu seiner Emeritierung im Jahr 1997 innehatte. Er war Direktor des Deutschen Seminars und des Institutes für geschichtliche Landeskunde an der Universität Freiburg.
Hugo Steger beschäftigte sich mit unterschiedlichen Fragestellungen in den Bereichen Dialektologie, Mediävistik und Soziolinguistik sowie Namenkunde und Begriffsgeschichte. Der Schwerpunkt seiner wissenschaftlichen Forschungstätigkeit lag auf den Sprach- und Textvarietäten des Deutschen. Er gilt als einer der Begründer der Textlinguistik sowie der Erforschung der mündlichen deutschen Gegenwartssprache. Steger war durch seine langjährige Tätigkeit als Leiter der Freiburger Forschungsstelle „Gesprochenes Deutsch“, einer Außenstelle des Mannheimer Instituts für deutsche Sprache, dessen Kuratorium er angehörte, bekannt geworden. An der Erstellung des Südwestdeutschen Sprachatlas war er maßgeblich beteiligt; er war Mitherausgeber der Reihe Handbücher zur Sprach- und Kommunikationsforschung. Als Gastprofessor wirkte er an den Universitäten in Basel, São Paulo und Madison/Wisc.
Schüler von ihm waren unter anderem Uwe Pörksen, Jürgen Dittmann, Karlheinz Jakob, Johannes Schwitalla und Markus Hundt.
Hugo Steger verstarb am 4. April 2011  in Stegen-Wittental.

## Ehrungen
1962 erhielt Hugo Steger den Kultur-Förderpreis der Stadt Nürnberg, 1982 den Duden-Preis der Stadt Mannheim.

## Veröffentlichungen (Auswahl)
- David Rex et propheta. König David als vorbildliche Verkörperung des Herrschers und Dichters im Mittelalter, nach Bilddarstellungen des achten bis zwölften Jahrhunderts (= Erlanger Beiträge zur Sprach- und Kunstwissenschaft, Bd. 6). Carl, Nürnberg 1961 (= Dissertation Universität Erlangen).

- Sprachnorm, Grammatik und technische Welt, in: Sprache im technischen Zeitalter, Nr. 3 (1962), Seite 183–198.
- Zwischen Sprache und Kultur. Sachse & Pohl, Göttingen 1967.
- Sprachraumbildung und Landesgeschichte im östlichen Franken. Das Lautsystem der Mundarten im Ostteil Frankens und seine sprach- und landesgeschichtlichen Grundlagen (= Schriften des Instituts für Fränkische Landesforschung an der Universität Erlangen-Nürnberg, Bd. 13). Degener, Neustadt (Aisch) 1968 (= Habilitationsschrift Universität Erlangen).
- (Hrsg.): Vorschläge für eine strukturale Grammatik des Deutschen (= Wege der Forschung, Bd. 146). Wissenschaftliche Buchgesellschaft, Darmstadt 1970.
- Philologia musica. Sprachzeichen, Bild und Sache im literarisch-musikalischen Leben des Mittelalters. Lire, Harfe, Rotte und Fidel (= Münstersche Mittelalter-Schriften, Bd. 2). Fink, München 1971.
- (Hrsg.): Probleme der Namenforschung im deutschsprachigen Raum (= Wege der Forschung, Bd. 383). Wissenschaftliche Buchgesellschaft, Darmstadt 1977, ISBN 3-534-06126-8.
- Das Zertifikat Deutsch als Fremdsprache. Deutscher Volkshochschul-Verband, Bonn-Bad Godesberg 1977.
- (Hrsg.): Soziolinguistik. Ansätze zur soziolinguistischen Theoriebildung (= Wege der Forschung, Bd. 344). Wissenschaftliche Buchgesellschaft, Darmstadt 1982, ISBN 3-534-05834-8.
- (Hrsg.): Anwendungsbereiche der Soziolinguistik (= Wege der Forschung, Bd. 319). Wissenschaftliche Buchgesellschaft, Darmstadt 1982, ISBN 3-534-07183-2.
- Raumgliederung der Mundarten. Vorstudien zur Sprachkontinuität im deutschen Südwesten (= Arbeiten zum historischen Atlas von Südwestdeutschland, Bd. 7). Kohlhammer, Stuttgart 1983, ISBN 3-17-007999-9.

Festschrift
- Heinrich Löffler u. a. (Hrsg.): Texttyp, Sprechergruppe, Kommunikationsbereich. Studien zur deutschen Sprache in Geschichte und Gegenwart. Festschrift für Hugo Steger zum 65. Geburtstag. de Gruyter, Berlin 1994, ISBN 3-11-014305-4.